# Daoulas
 Daoulas  (en bretón Daoulaz) es una población y comuna francesa, situada en la región de Bretaña, departamento de Finisterre, en el distrito de Brest y cantón de Daoulas.

## Demografía
| 1117 | 1022 | 1046 | 1401 | 1640 | 1794 |
| Para los censos de 1962 a 1999 la población legal corresponde a la población sin duplicidades (Fuente: INSEE [Consultar]) |      |      |      |      |      |